# قانون أزرق

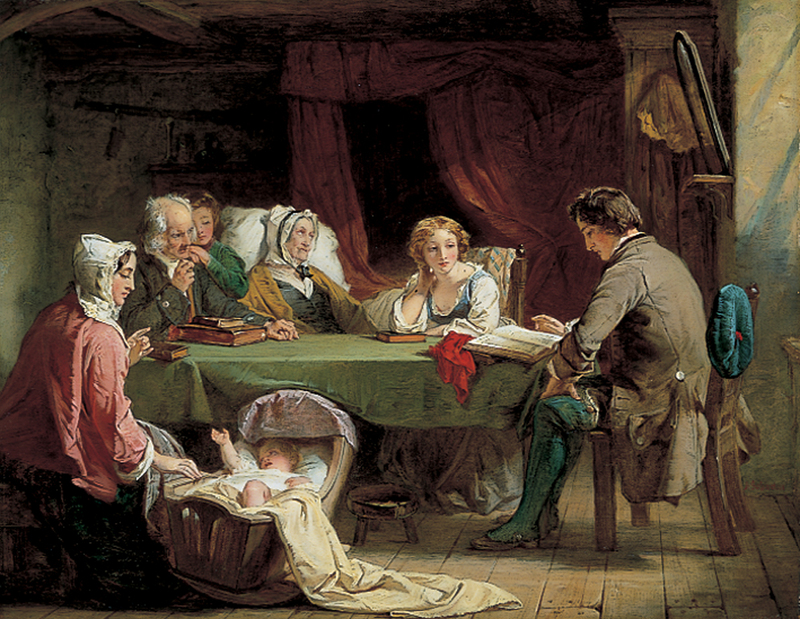

قوانين الزرقاء (بالإنجليزية:Blue laws) المعروف أيضا باسم قوانين يوم الأحد، قوانين تهدف إلى تقييد أو حظر بعض أو جميع أنشطة يوم الأحد لأسباب دينية، وخاصة لتعزيز احترام يوم من العبادة أو الراحة. القوانين الزرقاء أيضاً تقييد التسوق أو حظر بيع بعض المواد في أيام محددة، وغالباً ما تكون يوم الأحد في العالم الغربي. قد تحظر بعض الدول الإسلامية هذا الأمر في يوم الجمعة. وتطبق القوانين الزرقاء في عدد من ولايات ومدن الولايات المتحدة وكندا وكذلك بعض الدول الأوروبية، لا سيما في النمسا وألمانيا وسويسرا والنرويج، إذ تبقى معظم المتاجر مغلقة يوم الأحد.

## روابط خارجية
- موسوعة أوكلاهوما التاريخية والثقافية - القوانين الزرقاء
- قوانين ماساتشوستس الزرقاء
- قانون ازرق - بنتغرف (بلومنغتون، صحيفة أي إل)